# Antologia grega
L'antologia grega és una col·lecció de 6.000 poemes curts en grec que cobreix una gran varietat de temes i estils, i en la qual apareixen uns 300 poetes clàssics grecs; encara que la qualitat és variable, inclou les millors poesies escrites en grec. La majoria dels poemes venen d'un manuscrit anomenat Antologia palatina i van ser compilats al segle x i complementats al segle xiii pel monjo Planudes.
Precedents d'antologies gregues van ser les d'Alcetes , περὶ των ἐν Δελφοι̂ς ἀναθημάτων, Menèstor: ἐν τῳ̂ περὶ ἀναθημάτων, i Apel·les Pòntic. També cal considerar en aquest gènere la Garlanda de Meleagre (Στέφανος), escrita per un filòsof cínic que va florir l'any 60 aC i l'Antologia de Filip de Tessalònica, que recollia poetes posteriors.
Les diverses col·leccions que s'havien anat elaborant, tant amb el nom de "garlandes" com amb el d'"antologies", estaven formades per poemes breus, principalment epigrames en metre elegíac. Els primers exemples recollits provenien sens dubte de les inscripcions monumentals, com ara els erigits per commemorar els actes heroics, les estàtues d'homes distingits, sobretot vencedors als jocs públics, monuments sepulcrals i ofrenes i dedicatòries al temples, i fins malediccions (άναθεματα), i també oracles, refranys i dites populars. A l'inici de la poesia grega els poetes de més fama conreaven aquest tipus de composició, que va culminar amb Simònides de Ceos. després, aquesta forma de poesia es va convertir en el vehicle perfecte per a l'expressió breu de pensaments i sentiments sobre qualsevol tema, i els poetes d'Alexandria i Bizanci consideraven que tot erudit havia d'haver escrit alguns epigrames. Per això hi ha textos tramposos, bromes estúpides i estranyes personalitats entre els epigrames inclosos a l'Antologia grega. Les inscripcions monumentals ja van ser usades com a autoritat històrica per autors com Heròdot i Tucídides, i autors posteriors, per exemple Diodor de Sicília i Plutarc en van usar en part com a font i en part per embellir els seus escrits. El geògraf Polemó va fer un interessant recull de frases epigràfiques.
L'Antologia de Planudes, o Antologia grega, està arranjada en set llibres dividits en capítols (excepte el 5è i el 7è).

## Llista d'autors de l'Antologia grega
- Aceratos.
- Adéu de Mitilene.
- Ammià.
- Antípater de Sidó.
- Anyte de Tegea.
- Asclepíades (poeta).
- Demòdoc de Leros.
- Dioscòrides (poeta).
- Eratòstenes Escolàstic.
- Erici de Cízic.
- Erici de Tessàlia.
- Glauc d'Atenes.
- Glauc de Nicòpolis.
- Hermocreó (poeta).
- Sàtir (poeta).
- Sinesi de Cirene.
- Sinesi Escolàstic.
- Teosebia.